# Tistrup Station
Tistrup Station er en dansk jernbanestation i stationsbyen Tistrup i Vestjylland.
I 1875 blev jernbanestrækningen Varde – Ringkøbing indviet. 
Nu er det en del af jernbanestrækningen Esbjerg – Struer. 